# Pseudoxistrella eurymera
Pseudoxistrella eurymera är en insektsart som beskrevs av Liang 1991. Pseudoxistrella eurymera ingår i släktet Pseudoxistrella och familjen torngräshoppor. Inga underarter finns listade i Catalogue of Life.